# Yada'il Yanuf
Yada'il Yanuf (sabäisch ydʿʾl ynf Yadaʿʾil Yanūf), Sohn des Karib'il I., der teilweise mit Karib’il Watar I. identifiziert wird, war ein Herrscher (Mukarrib) des altsüdarabischen Reiches Saba. Hermann von Wissmann setzte seine Regierungszeit um 755 v. Chr., Kenneth A. Kitchen dagegen um 810–790 v. Chr. an.
Yada'il Yanuf ist durch zwei Inschriften überliefert. Die eine erwähnt den Bau einer Anlage namens Mas'um, die vermutlich in der Oase Raghwan nordwestlich der sabäischen Hauptstadt Marib lag. Die andere Inschrift wurde von einem „Freund“ des Karib’il und Qayn des Yada’il Yanuf gesetzt. Zudem dürfte sich auch eine weitere Inschrift, die private Bauarbeiten in Bewässerungsanlagen erwähnt, auf ihn beziehen. Sein Sohn und Nachfolger war nach Hermann von Wissmann Sumuhu'ali Dharih, Kitchen dagegen hält einen sonst nicht bekannten Dhamar'ali, Vater des Yakrubmalik I. für seinen Nachfolger.